# 中西親志
中西 親志（なかにし ちかし、1960年11月6日 - ）は、三重県松阪市出身の元プロ野球選手（捕手）、コーチ。現在は東京ヤクルトスワローズ選手寮の寮長を務める。

## 来歴・人物
相可高では、捕手として1977年秋季中部大会に進出するが、1回戦で刈谷高に延長10回敗退。1978年春季中部大会県予選でも準決勝に進むが、海星高に敗れる。
高校卒業後は、社会人野球の電電東海に入社し、同期の浜田知明とバッテリーを組む。1982年の都市対抗野球に出場し、1回戦で日産自動車と対戦、池田親興から自らの適時打で先制するが8回に逆転され敗退。1986年の都市対抗野球ではNTT北陸の補強選手として決勝戦では途中からマスクを被ったが接戦の末に敗れた。同年の日本選手権ではエース・笠井孝志登を擁して決勝に進出し、自ら本塁打を放ってチームの初優勝に貢献したほか、この大会では優秀選手に選出されている。1987年の都市対抗野球では松本安司（三菱名古屋から補強）とともに中心打者として活躍するが、準決勝でヤマハに惜敗。
1987年のプロ野球ドラフト会議でヤクルトスワローズから5位指名を受け入団。
1989年には66試合で先発マスクを被って秦真司と正捕手を争うが、非力な打撃と弱肩がネックとなった。
1990年に古田敦也が入団して以降は出場機会が減少。打者の内角を抉るリードは野村克也監督からも信頼されたが、闘志溢れる性格から乱闘騒ぎを起こすことも多かった。
1994年は古田が故障のため一時、戦線を離脱してスタメンマスクの機会もあったが野口寿浩が台頭、この年を最後に一軍出場からも遠ざかる。
1996年にコーチ兼任となり、それまでの背番号33を当時ルーキーだったカツノリに譲り、自身の背番号を71に変更した。同年シーズン終了後、現役を引退した。
引退後もヤクルトで一軍バッテリーコーチ（1997年 - 2013年）を務めた。
2017年からはスカウトを担当。主な担当スカウトに西舘昂汰（2023年ドラフト1位）などがいる。
2024年、選手寮の寮長に就任。

## 乱闘に関するエピソード
- 1989年5月31日の神宮球場での対阪神タイガース戦での阪神の渡辺伸彦がヤクルトのラリー・パリッシュに死球を与え乱闘騒ぎに。パリッシュ退場のわずか12分後、渡辺が今度は中西にブラッシュボールを投じたため、中西はマウンドへ突進、再び乱闘騒ぎになり、渡辺は危険投球で退場処分を受けた。（突進した中西は退場処分にならなかった）
- 1991年7月17日のナゴヤ球場での対中日ドラゴンズ戦で、中日の山口幸司への死球に当時一塁ベースコーチとなっていた中日の岩本好広コーチが激昂し中西を殴打。中西は岩本に直ちに掴み掛り、報復の一撃を加えた。両軍は乱闘となり、結果岩本のみ退場処分を受けた。
- 1994年5月11日の対読売ジャイアンツ戦で、2回表に西村龍次が巨人の村田真一の頭部に死球を当てて村田を負傷退場に追いやってしまう。続いて3回裏、今度は巨人の木田優夫が打席に立った西村の左腰付近に死球を当てて、ヤクルト監督の野村克也が「露骨な報復行為だ」と審判に抗議するも認められず、両チームに険悪な雰囲気が漂っていた。そして7回表、巨人のダン・グラッデンへの内角球がきっかけで、西村に詰め寄ろうとしたグラッデンを制止するも、キャッチャーマスクの上からグラッデンに殴られたため、中西も激昂し、キャッチャーミットでグラッデンの顔面を殴る等応戦。本塁上で激しい殴り合いになり、両軍入り乱れての大乱闘に発展した。両者共負傷したうえ暴力行為で退場処分、西村も危険投球で退場処分を受けた。グラッデンは右親指と左小指を骨折。中西は顔面を骨折、左目を打撲した。週刊ポストが「この試合後に一軍出場はなく」と報じたことが原因で、この試合が中西にとって最後の一軍出場と誤解されることがあるが[7]、実際にはこの後も6試合の先発出場を果たしており、最後の一軍出場は1994年7月28日の広島東洋カープ戦での途中出場である[8]。

## 詳細情報

### 年度別打撃成績
| 年 度     | 球 団     | 試 合 | 打 席 | 打 数 | 得 点 | 安 打 | 二 塁 打 | 三 塁 打 | 本 塁 打 | 塁 打 | 打 点 | 盗 塁 | 盗 塁 死 | 犠 打 | 犠 飛 | 四 球 | 敬 遠 | 死 球 | 三 振 | 併 殺 打 | 打 率 | 出 塁 率 | 長 打 率 | O P S |
| --------- | --------- | ----- | ----- | ----- | ----- | ----- | -------- | -------- | -------- | ----- | ----- | ----- | -------- | ----- | ----- | ----- | ----- | ----- | ----- | -------- | ----- | -------- | -------- | ----- |
| 1988      | ヤクルト  | 15    | 15    | 15    | 0     | 1     | 0        | 0        | 0        | 1     | 1     | 0     | 0        | 0     | 0     | 0     | 0     | 0     | 6     | 1        | .067  | .067     | .067     | .134  |
| 1989      | ヤクルト  | 77    | 178   | 152   | 11    | 27    | 2        | 0        | 1        | 32    | 12    | 1     | 0        | 10    | 0     | 15    | 2     | 1     | 41    | 2        | .178  | .256     | .211     | .467  |
| 1990      | ヤクルト  | 25    | 54    | 50    | 2     | 6     | 0        | 1        | 0        | 8     | 1     | 0     | 0        | 0     | 0     | 4     | 0     | 0     | 13    | 3        | .120  | .185     | .160     | .345  |
| 1991      | ヤクルト  | 13    | 27    | 20    | 3     | 4     | 0        | 0        | 0        | 4     | 2     | 0     | 0        | 0     | 1     | 6     | 2     | 0     | 5     | 0        | .200  | .370     | .200     | .570  |
| 1992      | ヤクルト  | 9     | 7     | 6     | 1     | 1     | 0        | 0        | 0        | 1     | 0     | 0     | 0        | 0     | 0     | 1     | 0     | 0     | 0     | 0        | .167  | .286     | .167     | .453  |
| 1993      | ヤクルト  | 7     | 8     | 7     | 0     | 0     | 0        | 0        | 0        | 0     | 1     | 0     | 0        | 0     | 1     | 0     | 0     | 0     | 1     | 0        | .000  | .000     | .000     | .000  |
| 1994      | ヤクルト  | 26    | 55    | 50    | 0     | 7     | 0        | 0        | 0        | 7     | 1     | 1     | 0        | 1     | 0     | 4     | 0     | 0     | 13    | 1        | .140  | .204     | .140     | .344  |
| 通算：7年 | 通算：7年 | 172   | 344   | 300   | 17    | 46    | 2        | 1        | 1        | 53    | 18    | 2     | 0        | 11    | 2     | 30    | 4     | 1     | 79    | 7        | .153  | .231     | .177     | .408  |

### 年度別守備成績
| 年 度 | 捕手 | 捕手   | 捕手   | 捕手   | 捕手   |
| 年 度 | 試合 | 企図数 | 許盗塁 | 盗塁刺 | 阻止率 |
| ----- | ---- | ------ | ------ | ------ | ------ |
| 1988  | 15   | 6      | 4      | 2      | .333   |
| 1989  | 76   | 50     | 38     | 12     | .240   |
| 1990  | 25   | 18     | 12     | 6      | .333   |
| 1991  | 13   | 12     | 9      | 3      | .250   |
| 1992  | 8    | 2      | 1      | 1      | .500   |
| 1993  | 7    | 2      | 1      | 1      | .500   |
| 1994  | 26   | 19     | 14     | 5      | .263   |
| 通算  | 170  | 109    | 79     | 30     | .275   |

### 記録
- 初出場：1988年5月15日、対横浜大洋ホエールズ8回戦（長崎市営大橋球場）、7回表に秦真司に代わり捕手として出場[要出典]
- 初先発出場：1988年5月21日、対広島東洋カープ6回戦（広島市民球場）、「8番・捕手」として先発出場[要出典]
- 初安打・初打点：同上、5回表に大野豊から[要出典]
- 初本塁打：1989年9月21日、対横浜大洋ホエールズ20回戦（明治神宮野球場）、6回裏に新浦壽夫からソロ[9]

### 背番号
- 33（1988年 - 1995年）
- 71（1996年 - 2013年）